# Рахимов, Касым
Касым Рахимович Рахимов — советский государственный и партийный деятель.

## Биография
Родился в 1902 году в Узбекистане. Член ВКП(б).
С 1932 года — на хозяйственной, общественной и политической работе.
В 1932—1970 гг. — нарком земледелия Узбекской ССР, министр сельского хозяйства Узбекской ССР, заместитель министра хлопководства СССР, Постоянный представитель Совета Министров Узбекской ССР при Совете Министров СССР.
Избирался депутатом Верховного Совета СССР 2-го и 3-го созывов.
Умер 24 ноября 1970 года в Москве.